# ザムトゲマインデ・ラント・ハーデルン
ザムトゲマインデ・ラント・ハーデルン (ドイツ語: Samtgemeinde Land Hadeln) は、ドイツ連邦共和国ニーダーザクセン州クックスハーフェン郡に属すザムトゲマインデ（集合自治体）である。これは14市町村が行政処理のために連合したものである。このザムトゲマインデの本部はオッテルンドルフにあり、カーデンベルゲやイーリエンヴォールトに住民窓口を持つ支所が、ノイエンキルヒェン、ノルトレーダ、ヴァナに自治体窓口がある。

## 地理

### 位置
ザムトゲマインデの地域は、ニーダーザクセン州クックスハーフェン郡のニーダーエルベ側（エルベ川下流域）に位置している。この地域は、歴史・文化上、エルベ＝ヴェーザー・トライアングル内のラント・ハーデルンの一部であり、現在のクックスハーフェン市とオーステ川がエルベ川に注ぐ河口との間の「ハードラー丘陵」のおおむね中央部分にあたる。エルベ川河口域がこのザムトゲマインデの北の境界をなしている。南は、ジートラントのバート・ベーダーケーザ近郊のモールラント湖水地区（ダーレマー湖、ハレマー湖、ベーダーケーゼー湖）につながる。クックスハーフェンの市域と接する西の境界は不規則で歴史的背景に基づいていない。これはかつて独立してたアルテンブルーフとリューディングヴォルトがクックスハーフェンに合併したためである。土地は、肥沃な湿地の土壌と海浜地方の土壌からなることを特徴とする。この地域の重要な河川はメーデム川で、オッテルンドルフ付近でハーデルナー運河とともにエルベ川に注いでいる。
南に位置するジートラントの困難な排水は、イーリエンヴォールト付近でメーデム川に合流するエンメルケ川、アルテ・アウエ川、ゲーシュ川、および数多くの水路や溝、堀を介していなされている。海抜 2 m 以下の地形条件であるため、1853年に建設されたハーデルナー運河とオッテルンドルフ・ポンプ場がなければ、定期的に洪水が起こるであろう。ザムトゲマインデ西部、ヴァナー・ゲーストやアーレンにだけ小高い砂地の土地がある。開墾されたアーレンモールの大部分は、ヴァナ、イーリエンヴォールト、シュタイナウのトライアングル内に広がっている。

### ザムトゲマインデの構成
このザムトゲマインデを構成する市町村は、ベルム、ビュルカウ、カーデンベルゲ、イーリエンヴォールト、ノイエンキルヒェン、ノイハウス、ノルトレーダ、オーベルンドルフ、オーディスハイム、オースターブルーフ、オッテルンドルフ、シュタイナウ、ヴァナ、ヴィングストである。行政本部および中心地はオッテルンドルフ市である。

## 歴史
ラント・ハーデルンは、長年にわたって政治的に独自に発展を遂げてきた。1866年の普墺戦争後にハノーファー王国領としてプロイセンに支配され、ラント・ハーデルンの特殊な状況は幕を閉じた。
中世のハーデルナー・ジートラント（低地ドイツ語: siet =「低い」）は「フュンフ・キルヒシュピーレ」（直訳: 5つの教会管区）の名の下に統合された（14世紀までは、ヴァナ、イーリエンヴォールト、シュタイナウ、オーディスハイムの教会の他に、ジューダーレーダにも礼拝堂があった）。ジートラントは、ハードラー丘陵（ジーベン・キルヒシュピーレ = 7つの教会管区）やオッテルンドルフ市民とともに、ハードラー自治組織（ヴァールニングスアッカー）の3つの「シュタント」（等族）の1つとなっていた。1388年から1484年頃までジートラントはブレーメンのベーダーケーザ代官区の下に置かれていた。この頃、ヴェスター＝イーリエンヴォールトが中世の「ホラーコロニザティオーン」（直訳: 聖なる開拓）で得た住民を背景に、ジューダーレーダに替わって第5の教会管区となった。その後、フュンフ・キルヒシュピーレは再びラント・ハーデルンに戻った。

### 市町村合併
ザムトゲマインデ・ジートラントは、1970年/1972年から2011年まで、イーリエンヴォールト、オーディスハイム、シュタイナウ、ヴァナで構成されていた。2011年1月1日にそれまでのザムトゲマインデ・ジートラントとザムトゲマインデ・ハーデルンが合併して新たにザムトゲマインデ・ラント・ハーデルンが成立した。面積は228.46 km2、人口は 15,321人であった（2015年12月31日現在）。
2016年11月1日に、ザムトゲマインデ・アム・ドプロックがザムトゲマインデ・ラント・ハーデルンと統合された。この新たなザムトゲマインデ・ラント・ハーデルンの行政本部は引き続きオッテルンドルフに置かれた。

## 住民

### 人口推移
| 年         | 1987   | 1992   | 1997   | 2002   | 2007   | 2008   | 2009   | 2010   | 2011   | 2012   | 2013   | 2014   | 2015   | 2016   | 2017   |
| ---------- | ------ | ------ | ------ | ------ | ------ | ------ | ------ | ------ | ------ | ------ | ------ | ------ | ------ | ------ | ------ |
| 人口（人） | 14,810 | 15,100 | 15,477 | 16,048 | 15,848 | 15,639 | 15,639 | 15,644 | 15,467 | 15,319 | 15,286 | 15,237 | 15,376 | 27,303 | 27,064 |

それぞれ12月31日時点の数値である

## 行政

### ザムトゲマインデ議会
ザムトゲマインデ・ラント・ハーデルンの議会は、40人の議員で構成されている。これは人口 4万人から5万人の市町村議会の議員定数である。ザムトゲマインデ議会の議員は5年ごとに住民の選挙で選出される。
ザムトゲマインデ議会では、議員の他にザムトゲマインデ長が投票権を有している。

### 首長
専任のザムトゲマインデ長はフランク・ティーレボイレ（無所属）である。彼は2021年の選挙で 73.79 % の支持票を獲得して再選された。この選挙の投票率は 63.45 % であった。

### 紋章
図柄: 左右二分割。向かって左は、上下に黒地と金地に9回分割（10分割）し、それに被せて斜めに配された緑のラウテンクランツ（上部に葉花冠をあしらった飾り帯）。向かって右は、緑地で黒い基部の上に立つ司教ニコラウス。銀色の祭服の上に金色の縁取りがある緑の上祭服、金色の靴、金色の縁取りがある緑のミトラを身につけ、湾曲部の端に5弁の金色のバラが付けられた銀色の司教杖を持ち、右手は祝福を与えるために挙げられている。髪は金色、肌は自然な色である。
解説: ザクセン家の紋章から採られたラウテンクランツは、1689年に断絶するまでラント・ハーデルンを治めたラウエンブルク公家を表している。船舶や海岸地方の住民の守護聖人である聖ニコラウス司教は、13世紀のラント・ハーデルンの印章に由来する。

### 姉妹地域
ザムトゲマインデ・ラント・ハーデルンは、以下の地区と姉妹関係にある。
- クラスノズナメンスク・ラヨン（ロシア語版、英語版）（ロシア、カリーニングラード州）1995年
- ビトコボ（ポーランド語版、英語版）（ポーランド、ヴィエルコポルスカ県）1995年

## 文化と見所

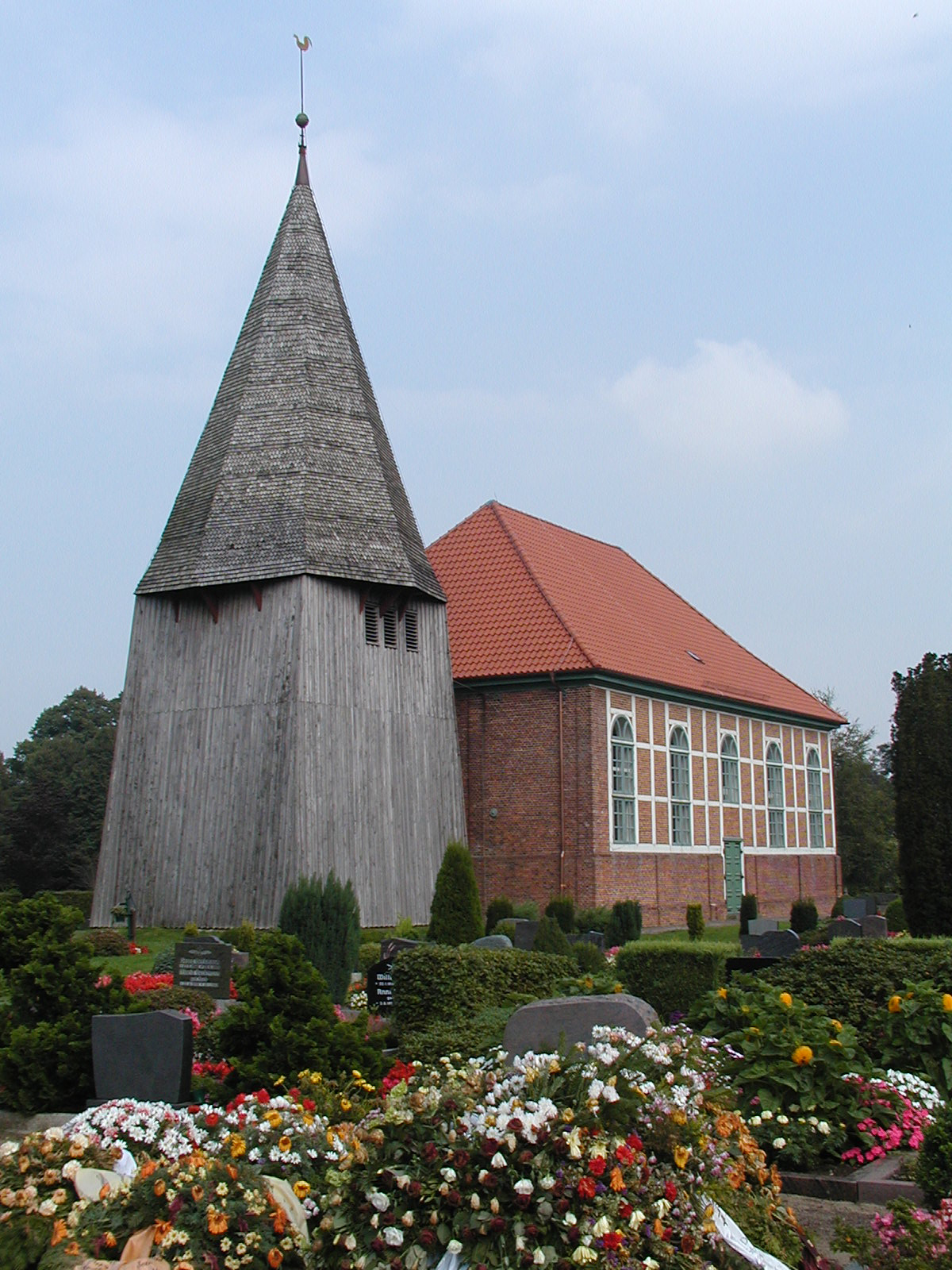
シュタイナウの洗礼者聖ヨハネ教会

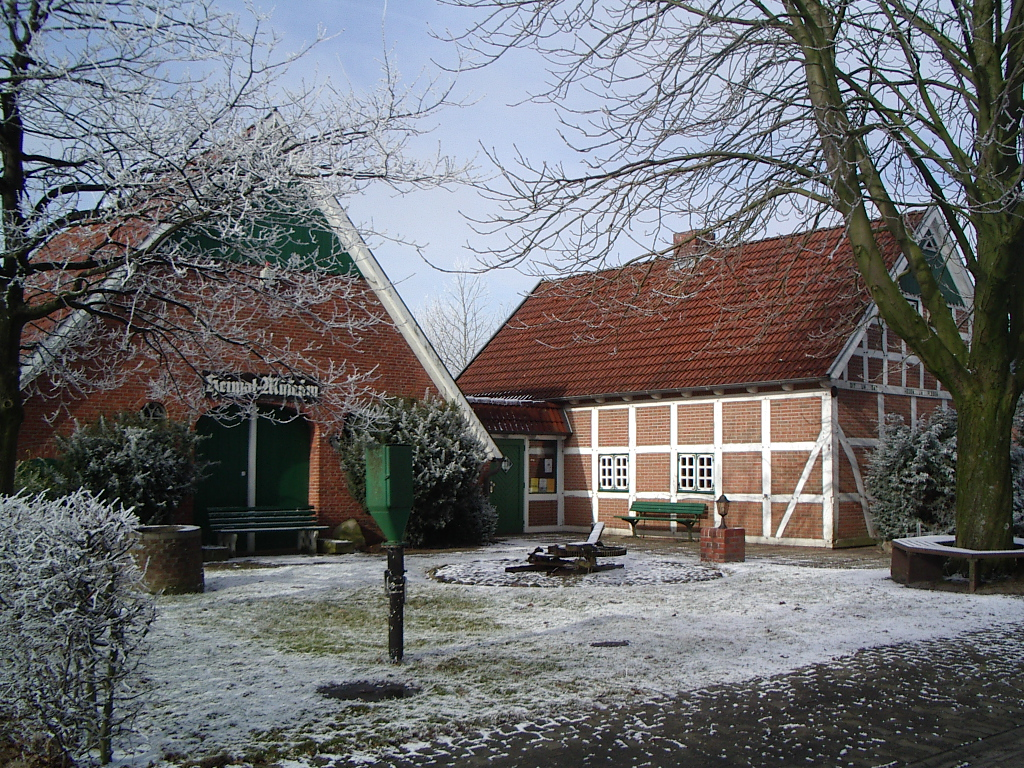
ヴァナの郷土博物館

### 見所
- 福音主義＝ルター派の洗礼者聖ヨハニス教会、シュタイナウ
- 聖ヴィルハーディ教会、イーリエンヴォールト、13世紀のロマネスク建築
- 聖ニコライ教会、ノルトレーダ、11世紀
- ノルトレーダの農家
- 聖マリエン教会、ノイエンキルヒェン、14世紀
- ノイエンキルヒェンの木組み建築
- 聖ペトリ教会、オースターブルーフ
- クラニヒハウス、オッテルンドルフ、1585年建造、1760年改築
- ヴァナ郷土博物館
- 聖ゲオルク教会、ヴェスターヴァナ、14世紀
- ハードラー伝説の道

## 公共施設

### 一般
- ハードラー・ハウスと住民窓口、オッテルンドルフ、マルクト通り21番地
- オッテルンドルフ市立図書館、ヴァル通り12番地
- シューレ・アム・ドプロックの学校図書館、オーバーライヘ11番地
- ラント・ハーデルン消防団、各市町村に地区消防団を有している

### 学校
- オッテルンドルフ基礎課程学校、クックスハーフェナー通り16番地
- ノイエンキルヒェン基礎課程学校、ドルフ通り52番地
- ジートラント基礎課程学校、イーリエンヴォールト、ローゼン通り9番地
- ヴァナ基礎課程学校、ランデス通り119番地
- アム・ヴィングスター・ヴァルト基礎課程学校、ハーゼンベックアレー11番地
- カーデンベルゲ基礎課程学校、ハイデヴェーク12a番地
- ノイハウス・アン・デア・オーステ基礎課程学校、シュールプラッツ2番地
- ヴィトマックシューレ、オッテルンドルフの学習補助のための学校、クックスハーフェナー通り16番地
- ヨハン＝ハインリヒ＝フォス＝シューレ、オッテルンドルフの本課程・実科学校、シュール通り2番地
- ギムナジウム・イン・オッテルンドルフ、シュール通り2番地
- ギムナジウム・ヴァールシュターデ、ビュルガーマイスター＝グルーベ＝通り1番地
- シューレ・アム・ドプロック（オーバーシューレ）、オーバーライイヘ11番地
- 職業教育学校カーデンベルゲ、イム・パルク4番地
- 職業訓練工場カーデンベルゲ e.V. テプファー通り 4de番地、カーデンベルゲ学校群、イム・パルク4番地
- クックスハーフェン郡市民大学、オッテルンドルフ、ゾフィーエンヴェーク1番地

## 人物

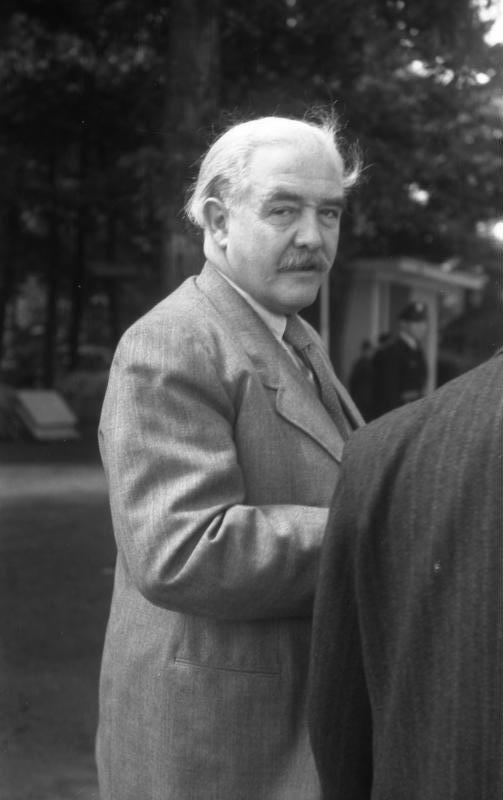
ヒンリヒ・ヴィルヘルム・コプフ

### 出身者
- ヒンリヒ・ヴィルヘルム・コプフ（ドイツ語版、英語版）（1893年 - 1961年）政治家。ニーダーザクセン州の初代首相。ノイエンキルヒェン出身。

### ゆかりの人物
- ヨハン・ハインリッヒ・フォス（1751年 - 1826年）詩人、翻訳家